# برج قيادة (مركبات مائية)

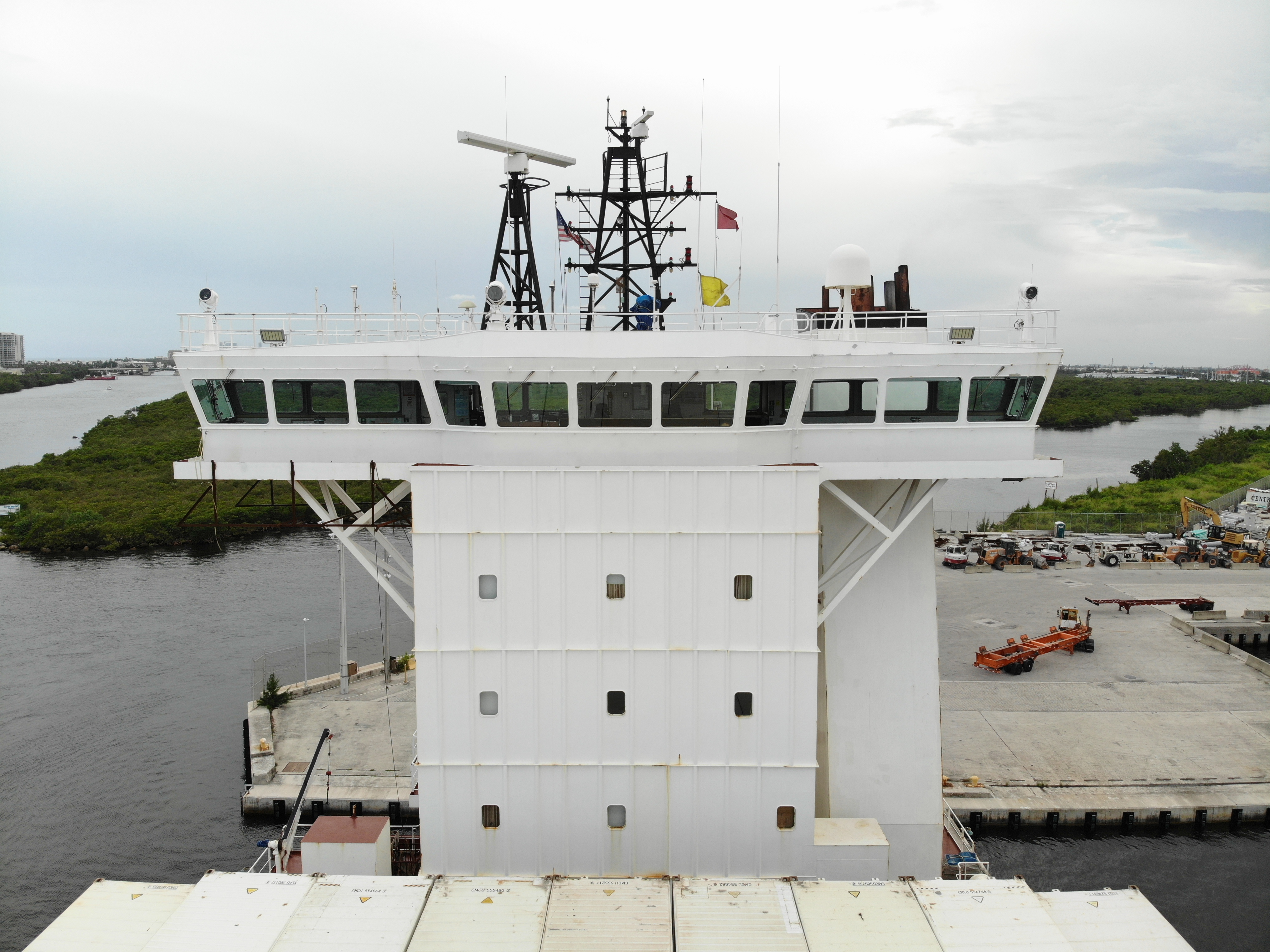
برج قيادة ملاحي لسفينة شحن رست في ميناء إيفرغليدز بفلوريدا

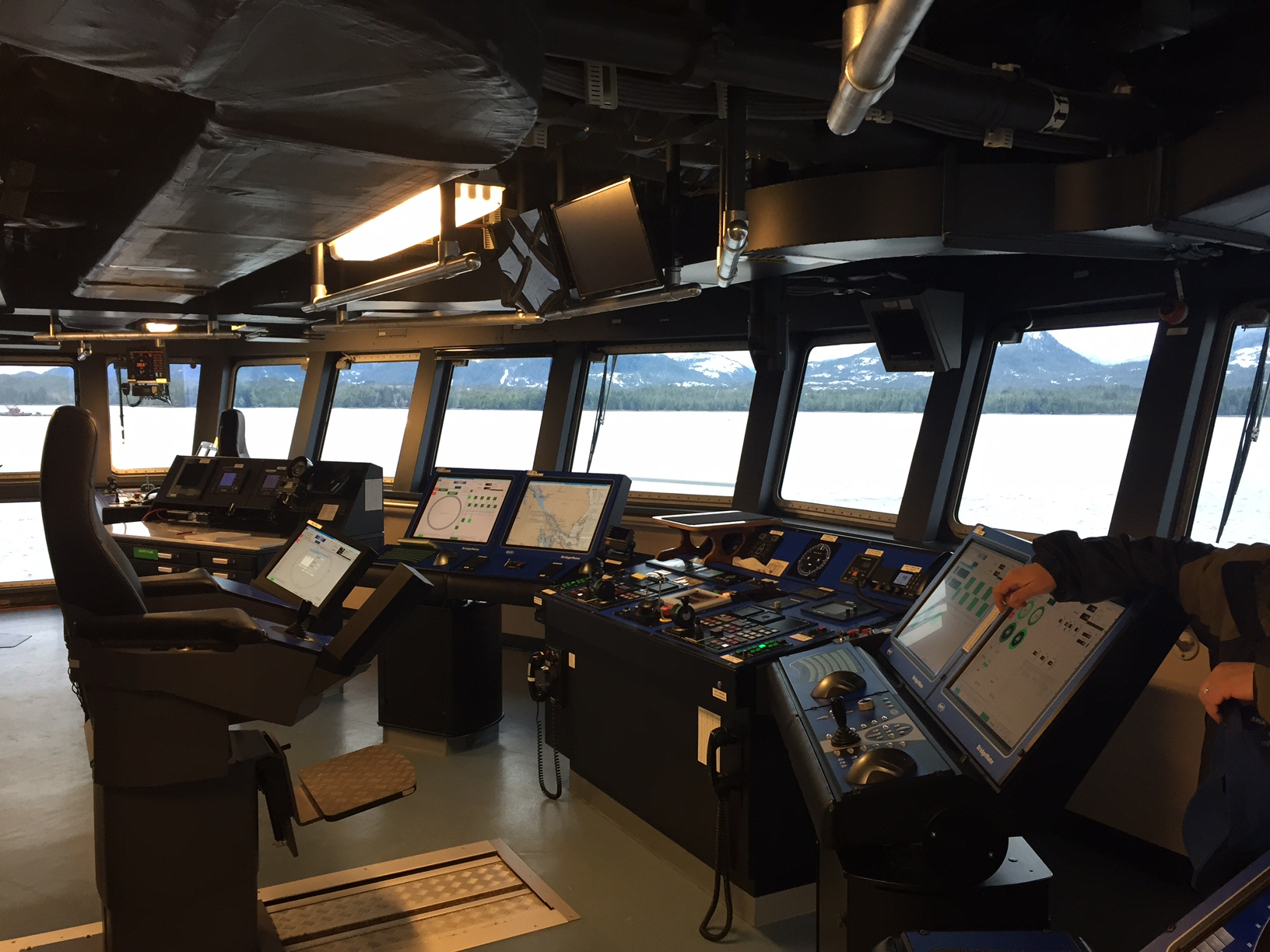
الجزء الداخلي من برج قيادة سفينة البحث إر في سيكولياك، التي رست في كيتشيكان، ألاسكا

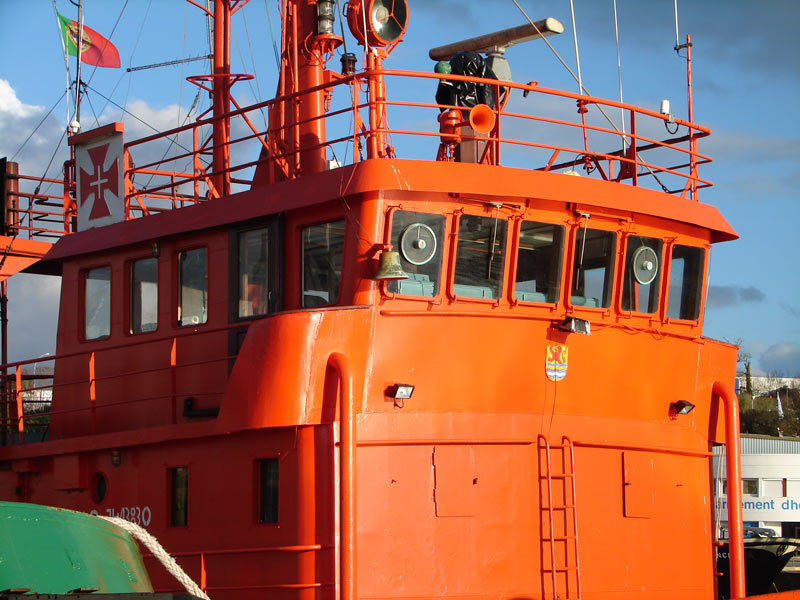
برج القيادة على زورق قطر، يعلوها منصة قيادة (Flying bridge)

برج القيادة، المعروفة أيضًا باسم غرفة القيادة (بالإنجليزية: Bridge أو Pilothouse أو Wheelhouse)‏، هي غرفة أو منصة لسفينة يمكن قيادة السفينة منها. عندما تكون السفينة في طريقها، يدير غرفة القيادة ضابط المناوبة يساعده عادةً نوتي مساعد يعمل مراقبًا. أثناء المناورات الحاسمة، سيكون القبطان على الجسر، وغالبًا ما يدعمه ضابط المناوبة، ونوتي مساعد على عجلة القيادة، وأحيانًا مرشد، إذا لزم الأمر.